# Voi che sapete

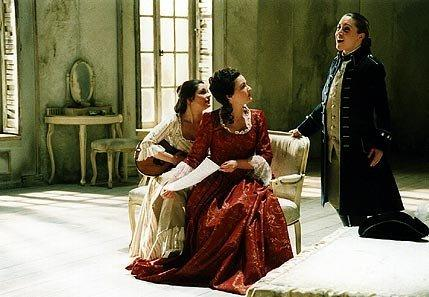
Voi che sapete, patrząc od lewej: Zuzanna z gitarą, śledząca tekst hrabina Rozyna i śpiewający Cherubin

Voi che sapete, w dłuższej wersji Voi che sapete che cosa è amor – aria z II aktu opery Wesele Figara, z muzyką skomponowaną przez Wolfganga A. Mozarta oraz tekstem w języku włoskim autorstwa Lorenza Da Pontego. Przypisana jest ona do roli Cherubina (typ głosu: mezzosopran).
Cherubin jest młodym chłopcem (choć jest to rola kobieca), zakochanym we wszystkich mieszkankach pałacu hrabiego Almavivy (i tych stałych, i nawet tych przebywających w pałacu chwilowo, gościnnie), toteż nieustannie wplątuje się w miłosne intrygi. Almaviva dopiero co przyłapał go z córką ogrodnika Antonia, Barbariną, a już zdążył spotkać się z Zuzanną, chwaląc się napisaną przez siebie piosenką i został przyłapany praktycznie w ten sam sposób, co poprzednio. Kiedy zostaje mianowany przez hrabiego oficerem z rozkazem wyjazdu do Sewilli, Figaro, Zuzanna i hrabina Rozyna próbują temu zapobiec.
Początkowo jednak hrabina chce wysłuchać pieśni chłopca. Ten niby się wzbrania, jednak nie daje się zbytnio prosić i wreszcie zaczyna śpiewać, a na gitarze akompaniuje mu Zuzanna. Aria (piosenka) jest adresowana do kobiet, bo to one według Cherubina najlepiej znają naturę uczuć. Opowiada o tym, że można wpaść ze stanu w stan, od gorąca ognia do przejmującego zimna lodu nawet nie bardzo zdając sobie z tego sprawę i nie umiejąc temu zapobiec. Młody śpiewający autor wzbudza entuzjazm obu pań.
Światowa prapremiera dzieła odbyła się w Wiedniu 1 maja 1786. Jako Cherubin wystąpiła wówczas Dorotea Bussani.